# Halle al'Chair
 (avril 2024).

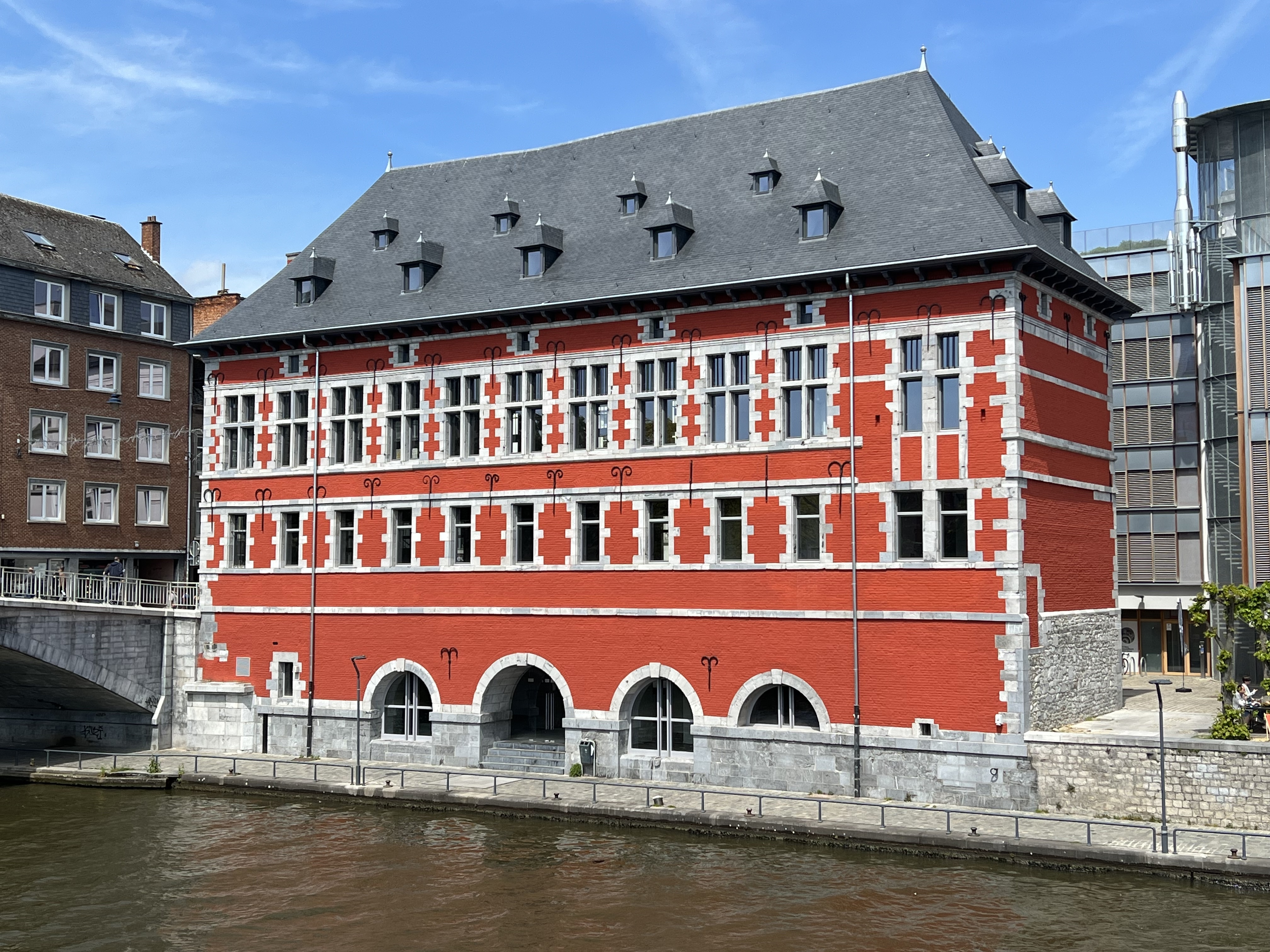
La Halle al'Chair en 2023, après la rénovation.

La Halle al'Chair, sise dans la ville belge de Namur, est un bâtiment historique de style mosan construit au XVIe siècle, édifié à l'origine pour la corporation des bouchers.  
Avant sa rénovation d'ensemble en 2022, il abritait le musée archéologique de Namur. Il accueille désormais l'Office du tourisme de Namur, bénéficiant d'un endroit stratégique, au pied de la Citadelle.  

## Bâtiment

### Usages successifs
Construite entre 1588 et 1590 par la volonté du gouverneur de Bruxelles dans un souci d’hygiène, afin d'éviter les maladies, miasmes et odeurs nauséabondes de toutes sortes, la halle al’chair a été édifiée dans le bas de la ville sur la rive gauche de la Sambre, non loin du confluent avec la Meuse. Auparavant, le site était occupé par le Cabaret des échevins et la chapelle Saint-Rémy, détruits en 1514. Elle a été construite par les maîtres d’œuvre du Comté de Namur, Bastien Sion et Conrad de Nuremberg. Durant l'Ancien Régime, les bouchers et poissonniers avaient l'obligation d'y débiter leurs viandes, et pas ailleurs, pour des raisons évidentes d'hygiène et de salubrité publique. Lors de sa période boucherie 1590-(? 1806), 
- l’étage inférieur à hauteur de la Sambre servait à débiter la viande. On peut supposer que les arches étaient initialement ouvertes.
- le rez-de-chaussée abritait les étals pratiquant le commerce de la viande.
- le 1er étage servait de comptoir et de bureau.

Au XVIIe siècle, la Halle a connu plusieurs affectations. Elle fut tour à tour une école dominicale, un arsenal ou encore un hôpital.

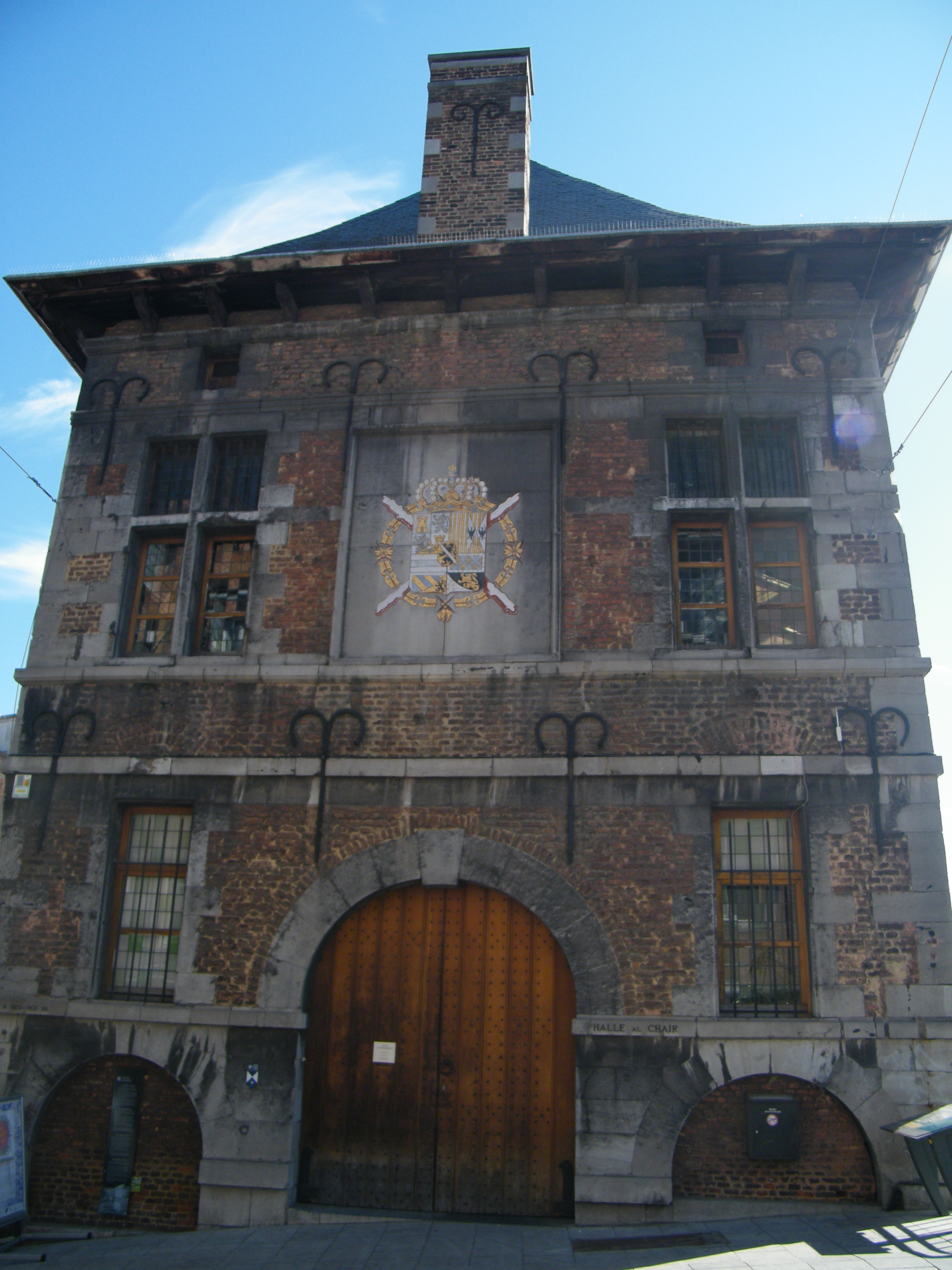
Entrée de la Halle al'Chair.

Au XVIIIe siècle, elle fut transformée en lieu de culte protestant pour les troupes hollandaises, en salle de théâtre pour les troupes françaises, pour ensuite redevenir boucherie par la suite.
Au début du XIXe siècle, une large niche métallique a été ajoutée au mur de la façade nord, à l’angle de la rue des Bouchers. Elle contient un Bon Dieu de Piété.
En 1806, la halle est devenue propriété de la ville et la Société archéologique y a installé son musée en 1855. À l'époque, le bâtiment n’était pas en très bon état. La Société archéologique a donc décidé d’y effectuer quelques travaux afin d'aménager la Halle. D'abord, le premier étage où s’installa la bibliothèque. Ensuite, le rez-de-chaussée. Vers 1868, une maison accolée à la façade-est de la Halle fut détruite. Il s’agissait de la « Maison des Bouchers ». La date de sa construction n’est pas connue. Elle était composée d’une étable au rez-de-chaussée et d’une Chambre de Commerce où les Bouchers se rassemblaient et entreposaient leurs archives. Celle-ci était directement reliée à la Halle par une porte, dont les traces sont encore bien visibles dans le mur de la façade est.
Le 15 mai 1940, lors des conflits, une compagnie belge décida de faire sauter les ponts de la Sambre. La Halle subit alors d'importants dégâts. Une restauration respectant son aspect d’origine commença dès 1948, conduite par l’architecte Georges Puissant et qui se termina en 1949. Le but principal était de réparer les dommages de guerre, de consolider et de réaménager le bâtiment. Les fenêtres et les portes ont donc été remplacées, la toiture a été refaite, une cheminée fut ajoutée, les caves ont été déblayées, etc.
Le bâtiment a abrité par la suite les collections du Musée et de la Société Archéologique de la Ville de Namur (SAN).

### Rôle économique
Le premier rôle tenu par la Halle al'Chair était le regroupement et la centralisation des activités des bouchers (corporation). C’était là qu’ils abattaient les animaux et qu’ils les découpaient, le sang et les abats s’écoulant ensuite dans la Sambre. Le nettoyage du site se faisait aussi vraisemblablement en utilisant l'eau de la rivière toute proche. Une fois la découpe et le dépeçage terminés, les viandes étaient vendues soit sur le marché, soit dans les boutiques situées à l'étage. Le cours d'eau offrait également des facilités de locomotion et de mobilité, tant pour les déplacements des artisans que pour le transport de leur production. 
Outre son rôle économique, la position de la halle était également stratégique, car le pont tout proche était à l’époque le seul accès entre les deux rives de la Sambre, faisant ainsi de la rue du Pont le passage obligatoire du charroi et l’un des endroits les plus commerçants de la ville.
Sur la rive opposée se trouvait l’applé, le marché aux poissons.
Bouchers et poissonniers appartenaient à cette époque à la même corporation.

### Rôle politique
La Halle al’Chair fut construite à la demande du gouverneur espagnol de Bruxelles, ce qui explique la présence des armoiries de Philippe II qui figurent au-dessus de la porte d’entrée. Abandonnée par les bouchers, qui reçoivent alors l'autorisation de débiter la viande à domicile, elle devient ensuite propriété de la Ville de Namur en 1806. L'usage en tant que salle communale a été envisagé.

### Caractéristiques architecturales et éléments décoratifs

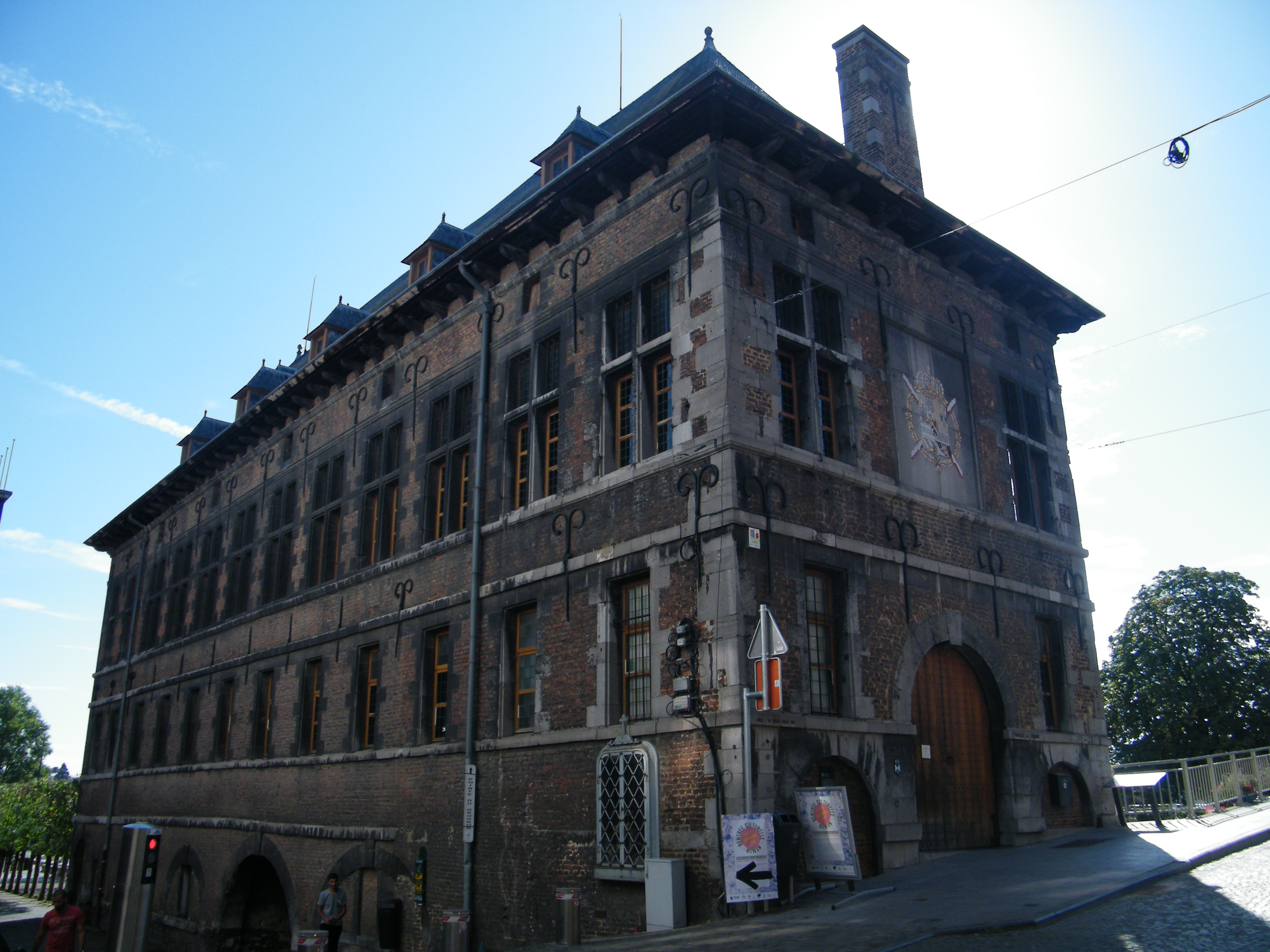
Vue depuis la rue du Pont.

Le bâtiment, de plan rectangulaire, est construit sur un soubassement en pierres calcaires. Les façades sont en briques, placées en appareil croisé. L'édifice est divisé en quatre niveaux : les caves, le rez-de-chaussée, le premier étage et le grenier couvert d'une toiture d’ardoises à croupe et à coyaux (adoucissement de la pente du toit) d’où émerge une double rangée de lucarnes. Les façades sud (côté Sambre) et nord (côté rue des Bouchers) sont composées de dix travées, plus celle de la cage d'escalier, qui est différenciée des autres. Le sous-sol est massif et percé de trois arcades, actuellement murées mais qui étaient certainement ouvertes à l'époque de la boucherie. Le rez-de-chaussée est percé de petites fenêtres harpées. Le premier étage est fortement éclairé par des hautes fenêtres à croisée de pierre, très rapprochées, et harpées elles aussi. Des bandeaux de pierre courant tout au long de la façade donnent de la robustesse à l’ensemble, tout en soulignant l’horizontalité. La façade ouest est celle du portail d'entrée. Cette porte est entourée de deux arcades bouchées qui devaient être ouvertes à l'origine et servaient vraisemblablement de boutiques. Au-dessus de ce portail se trouvent les armoiries de Philippe II d'Espagne. Elles se présentent de nos jours sous une forme peinte, les sculptures originales ayant été martelées à la révolution. La façade est n'a pas de percement.
À l'intérieur du bâtiment, les caves sont voûtées en berceaux. Les deux niveaux supérieurs sont chacun composés d'une grande salle faisant toute la largeur du bâtiment. Les plafonds sont à poutres et traverses, et les sols sont carrelés. Un escalier en bois à deux volées droites superposées relie le rez-de-chaussée au grenier. Le grenier s'ouvre également sur une grande salle et la charpente y est apparente.

### Classement et entretien
La Halle Al'chair est classée comme patrimoine depuis 1936. C’est la ville qui s’occupe du bâtiment. Un ouvrier s’occupe de l’entretien intérieur et extérieur.

## Activités

### En période récente
Abandonné par les bouchers qui reçoivent l'autorisation de débiter la viande à domicile, il devient propriété de la Ville de Namur en 1806. Le bâtiment a connu différentes affectations par la suite : école, magasins, arsenal, hôpital, temple protestant pour les troupes hollandaises, théâtre pour l'occupant français, puis musée abritant les collections d'antiquités de la Société archéologique de Namur (antiquités préhistoriques, gallo-romaines et mérovingiennes découvertes lors de campagnes de fouilles). Les pièces présentées sont le résultat de fouilles archéologiques effectuées dans la province de Namur, dans la ville et dans la région. 
Le Musée archéologique a également présenté une reproduction partielle (tables centrales figurant la ville, la citadelle et les fortifications principales) du plan en relief de Namur datant du XVIIIe siècle et réalisée par Larcher d'Aubancourt (1747-1751), ingénieur du roi Louis XV. La maquette originale (7,76 m de long et 6,5 m de large, composée de 21 tables, l'une des plus vastes de la collection) fut conservée initialement à l'Hôtel des Invalides (Paris, 7e arrondissement), puis à Lille (France), Palais des beaux-Arts, collection des Plans-Reliefs (N° d’inventaire : D.2004.1.13) où elle se trouve toujours. Cette reproduction, commanditée en 1992 à la suite de la célébration du tricentenaire du siège de Louis XIV, est visible à la Citadelle de Namur (Terra-Nova). La ville, propriétaire du bâtiment, a récupéré le bâtiment après le déménagement du musée archéologique de Namur à l’ancienne École des Bateliers complètement rénovée. Le musée archéologique de Namur qui fait désormais partie du nouveau pôle muséal Les Bateliers a été inauguré dans ses nouveaux bâtiments en septembre 2024. 
Un projet de restauration de la Halle al' Chair est en cours d’étude. Le bâtiment devrait à l'avenir accueillir les touristes, et principalement les groupes.